# مسجد كامبونغ هولو
مسجد كامبونغ هولو (بالملايو: Masjid Kampung Hulu ) هو أقدم مسجد في ماليزيا، يقع المسجد شمال جالان توكانغ ايماس، المسجد يمعرف باسم مسجد شارع الوئام.

## العمارة
التصميم المعماري للمسجد هو خليط بين فن العمارة في سومطرة وفن العمارة في الصين وفن العمارة الهندوسية، بالإضافة لفن العمارة التقليدي المحلي في ملقا والملايو، بني المسجد بنيت المئذنة وبركة الوضوء ومدخل القوس بالإضافة للمبنى الرئيسي ومئذنة تشبه المعبد، وينبغي عدم الخلط بين مسجد مسجد كامبونغ هولو مع مسجد كامبونج كلينج، والذي يقع على مسافة بسيطة إلى الجنوب من المسجد، والذي لديه مئذنة مثل معبد .

## وصلاة خارجية
- موقع مسجد كامبونغ هولو على الخريطة
- عن مسجد كامبونغ هولو